# B2B-Marktforschung
B2B-Marktforschung (Abkürzung von Business zu Business) auch Investitionsgütermarktforschung genannt – ist als Teilaspekt der Industriemarktforschung eine systematische und teils kontinuierliche Beobachtung, Analyse, Diagnose und Prognose der Situation und Entwicklung der Unternehmensumwelt (Mikro- und Makroumwelt) der Investitionsgüterunternehmen insbesondere ihres Beschaffungsmanagements und ihrer Absatzmärkte, der aktuellen und potentiellen Kunden und Wettbewerber.
Über sie erhebt man Daten zu Gütern und Dienstleistungen im gesamten B2B-Sektor (d. h. jegliche Geschäftsbeziehung zwischen zwei oder mehr Unternehmen) und geht damit über bloße Industriemarktforschung hinaus, die sich allein auf den industriellen Sektor bezieht. So sind beispielsweise Beratungen im  betrieblichen Gesundheitsmanagement B2B-Dienstleistungen, die nicht von der Industriemarktforschung im engeren Sinne untersucht werden. Ergänzt wird die Betrachtung durch die B2C-Marktforschung (auch Konsumgütermarktforschung genannt).

## Abgrenzung zur Konsumgütermarktforschung
B2B-Marktforschung unterscheidet sich von B2C-Marktforschung (Konsumgüter-Marktforschung) in einigen wesentlichen Punkten:
- An der Kaufentscheidung sind mehrere Personen beteiligt (verschiedene Hierarchieebenen/Abteilungen), so dass die Entscheidungsfindung komplexer ist. Wird nur einer dieser Entscheider befragt, so muss dessen individuelle Perspektive bei der Auswertung der Ergebnisse berücksichtigt werden.
- B2B-Kunden kennen ihr Produkt in der Regel genauer und verwenden mehr Zeit auf die Kaufentscheidung. Dadurch gleicht eine B2B-Befragung eher einer Expertenbefragung.
- Die Anzahl der potenziellen Käufer eines B2B-Produktes (und damit die Grundgesamtheit) ist deutlich geringer, so dass unter Umständen eine Anpassung der Analysemethodik nötig ist. Gleichzeitig ist aber das Auftragsvolumen pro Käufer deutlich größer.
- Persönliche Beziehungen haben im B2B-Sektor einen größeren Stellenwert.
- B2B-Marktforscher stehen bei der Durchführung von Erhebungen zudem häufig vor dem Problem, dass zu befragende Ansprechpartner in den Unternehmen zu beschäftigt sind, um an einer Befragung teilzunehmen, selbst wenn ein grundsätzliches Interesse besteht.

Interviewer in der B2B-Marktforschung müssen daher über besondere kommunikative Fähigkeiten verfügen, um den jeweiligen Ansprechpartner für eine Befragung zu gewinnen. Zudem ist es sinnvoll, die Interviewer über Schulungen auch mit den Inhalten der Befragung vertraut zu machen, damit sie besser auf die Befragten eingehen können.
Ergänzend zu einer Telefonbefragung bieten sich in der B2B-Marktforschung auch noch weitere Erhebungsinstrumente an, wie z. B. die Delphi-Methode (Expertenbefragung) oder die Durchführung von Kundenworkshops, bei denen die wichtigsten Kunden des Auftraggebers Beiträge zur Verbesserung der Kundenbeziehung geben können.

## Besonderheiten B2B-Marktforschung
Die B2B-Marktforschung muss meist mit geringen Fallzahlen (kleine Stichprobe) auskommen. Wichtig für eine hohe Rücklaufquote ist ein Thema mit Bedeutung für den Befragten bzw. dessen Unternehmen. Bei der Auswahl der geeigneten Ansprechpartner ist auf möglicherweise vorhandene Buying Center zu achten.
Als Erhebungsmethode eignet sich die telefonische Umfrage oder die Online-Befragung.
Ein kompakt gehaltener Fragebogen erleichtert das Ziel, eine anständige Rücklaufquote und qualitativ gute Antworten zu erreichen. Da der Befragte Experte ist, kann auf vorbereitende, auf das eigentliche Thema hinführende Fragen weitgehend verzichtet werden. Bei schwer zu beantwortenden Fragen kann der Befragte zu Vermutungen oder Schätzungen motiviert werden.
Ein Feedback mittels Ergebnisauswertung für den Befragten schafft eine gute Basis für zukünftige Umfragen und honoriert die Mühe des Befragten. Auf die im B2C-Bereich übliche Incentivierung mit Geld- oder Sachprämien sollte in der Regel verzichtet werden.

## Marktdaten
Nach Angaben des Arbeitskreises Deutscher Markt- und Sozialforschungsinstitute e.V. wurden in Deutschland im Jahr 2007 etwa 10 % des gesamten Umsatzes in der B2B-Branche (Investitionsgüterindustrie) erzielt. Dies entspricht einer Summe von etwa 200 Mio. Euro.